# Ђардинето Нуово (Фођа)
Ђардинето Нуово (итал. Giardinetto Nuovo) је насеље у Италији у округу Фођа, региону Апулија.
Према процени из 2011. године у насељу је живело 14 становника. Насеље се налази на надморској висини од 203 m.